# Antoine Ganyé
Antoine Ganyé (* 28. Juni 1938 in Sedjé) ist ein beninischer Geistlicher und emeritierter römisch-katholischer Erzbischof von Cotonou.

## Leben
Der Erzbischof von Cotonou, Bernardin Gantin, weihte ihn am 4. Januar 1969 zum Priester.
Papst Johannes Paul II. ernannte ihn am 10. Juni 1995 zum Bischof von Dassa-Zoumé. Die Bischofsweihe spendete ihm Kardinaldekan Bernardin Gantin am 20. August desselben Jahres; Mitkonsekratoren waren Isidore de Souza, Erzbischof von Cotonou, und Lucien Monsi-Agboka, Bischof von Abomey.
Am 21. August 2010 wurde er von Papst Benedikt XVI. zum Erzbischof von Cotonou ernannt und am 31. Oktober desselben Jahres in das Amt eingeführt.
Am 25. Juni 2016 nahm Papst Franziskus seinen altersbedingten Rücktritt an.